# Regering-Leterme I (federaal)
De regering-Leterme I (20 maart 2008 - 30 december 2008) was een Belgische regering. Het was een coalitie tussen de CD&V/cdH (23 en 10 zetels), de MR/Open VLD (23 en 18 zetels) en de PS (20 zetels). 
De regering volgde de regering-Verhofstadt III op na de negen maanden durende regeringscrisis die door de regering onder Guy Verhofstadt werd overbrugd. Echter op 14 juli 2008 bood premier Yves Leterme voor de eerste keer het ontslag van zijn regering aan, aan koning Albert II vanwege interne spanningen, maar de koning verwierp dit ontslag.
Naar aanleiding van de zogenaamde 'Fortis-affaire', waarbij in gerechtelijke kringen werd gemeld dat politici, en in het bijzonder medewerkers van Yves Leterme, druk hadden uitgeoefend op de rechters die te maken hadden met onregelmatigheden bij de verkoop van de Fortis Groep aan BNP Paribas, waardoor de scheiding der machten werd geschonden, nam de regering van Leterme I op 19 december 2008 na negen maanden in functie met eenparigheid van stemmen ontslag. De koning aanvaardde dit ontslag op 22 december 2008. De regering werd opgevolgd door de regering-Van Rompuy op 30 december 2008, met bijna dezelfde samenstelling als de regering-Leterme I.

## Verloop

### Start
De regering-Leterme was zeer moeizaam tot stand gekomen. Nadat er op 10 juni 2007 verkiezingen voor de Kamer en de Senaat waren gehouden, werd er 194 dagen geformeerd - op dat moment een Belgisch record - alvorens de interim-regering Verhofstadt III aan de slag kon gaan. Gedurende deze tussentijdse regering werd er - zoals was afgesproken - doorgeformeerd om tot een definitieve regering te komen.
De regering beschikt over het vertrouwen van zes politieke partijen vertegenwoordigd in de kamer van volksvertegenwoordigers: CD&V, cdH, Open Vld, MR, PS en N-VA. Deze partijen beschikken over 101 zetels op 150 in de Kamer van volksvertegenwoordigers: CD&V (24 zetels), cdH (10 zetels), Open Vld (18 zetels), MR (23 zetels), PS (20 zetels) en N-VA (6 zetels, waarvan een onthouding in hoofde van Bart De Wever als teken van ontevredenheid).

### Eerste aangeboden ontslag
Premier Leterme bood voor de eerste keer het ontslag van zijn regering aan op 14 juli 2008. De Vlamingen en Franstaligen binnen en buiten zijn regering konden het niet eens worden over de staatshervorming en de kwestie rond de kieskring Brussel-Halle-Vilvoorde. Echter koning Albert II weigerde op 17 juli 2008 het ontslag van de regering en benoemde drie bemiddelaars om tegen uiterlijk 31 juli 2008 een formule te vinden voor de communautaire dialoog van gemeenschap tot gemeenschap. De drie bemiddelaars waren ministers van staat Raymond Langendries (cdH) en François-Xavier de Donnea (MR) en de minister-president van de Duitstalige Gemeenschap Karl-Heinz Lambertz (SP). Langendries was tevens oud-kamervoorzitter en de Donnea was oud-minister-president van het Brussels Gewest. Uiteindelijk bleef de regering toch bestaan.

### Terugtrekking N-VA
Op zondag 21 september 2008 trok de N-VA haar steun voor de regering in na een beslissing van een buitengewoon partijcongres te Gent. Haar zes vertegenwoordigers beschouwen zich als oppositieleden. Hierdoor had de federale regering geen meerderheid meer in de Nederlandstalige taalgroep in de Kamer van Volksvertegenwoordigers. Tot de aantreding van de regering-De Wever in 2025 kon geen enkele regering daarna nog rekenen op een meerderheid in beide taalgroepen.

### De zaak-Fortis en het tweede aangeboden ontslag
Als gevolg van de kredietcrisis moest Fortis gered worden door de overheden van België, Nederland en Luxemburg, die elk een belang in Fortis kochten. Na enkele dagen al besloot de Belgische regering Fortis te verkopen aan BNP Paribas. De aandeelhouders van Fortis werden daarbij echter over het hoofd gezien, en zij spanden prompt een proces aan tegen de Belgische staat. Hun advocaat, Mischaël Modrikamen, kreeg ongelijk van de rechtbank van koophandel, maar haalde in beroep bij het Hof van Beroep zijn slag thuis. Opmerkelijk daarbij was dat een van de drie rechters, Christine Schurmans, afwezig was, officieel door ziekte (vanaf 10 december). Zij zou volgens haar man uitgeput en overstuur geweest zijn door bedreigingen, zelfs fysiek, die haar mederechters tegen haar zouden hebben geuit.
Reden zou geweest zijn dat Schurmans, als enige van de drie rechters, een vonnis in het voordeel van de regering wilde vellen. Haar collega's, Paul Blondeel en Mireille Salmon, probeerden haar, toen ze ziek was, thuis een voor de regering ongunstig vonnis te laten tekenen, wat zij weigerde, ook al zou ze toen te horen gekregen hebben "dat haar carrière gebroken zou worden". Uiteindelijk moest een griffier in haar plaats het vonnis tekenen op 12 december 2008, een procedure die overigens voorzien is bij wet. Op dat moment zou zij haar beroepsgeheim echter al geschonden hebben en vertrouwelijke informatie gegeven aan haar man, Jan De Groof, regeringscommissaris en CD&V'er, de partij van de premier. Die gaf die informatie telefonisch door aan Hans D'Hondt, de kabinetschef van Yves Leterme op 11 december. Ook zou zij haar boezemvriendin en voormalig raadsheer bij het hof van beroep Nicole Diamant, hebben ingelicht. Deze laatste zou de informatie doorgegeven hebben aan Christian Van Buggenhout, staatsadvocaat voor minister Didier Reynders. Leterme, Schurmans, Blondeel en D'Hondt behoren tot de christendemocratische zuil; Diamant, Van Buggenhout en Reynders worden tot de vrijzinnige zuil gerekend.
Het feit dat premier Yves Leterme de voorbije maanden in bijna elk dossier gefaald had, maakte dit dossier voor hem uitzonderlijk belangrijk. Op vraag van de premier zou de minister van Justitie, Jo Vandeurzen, Marc de le Court, de procureur-generaal van het Brusselse Hof van Beroep, gebeld hebben om na te gaan of het proces correct was gevoerd. Marc de le Court zou, hetzij op vraag van de minister, hetzij op eigen houtje, gevraagd hebben dat niet enkel de zieke rechter, maar de drie rechters vervangen zouden worden, ofwel omdat minister Vandeurzen hem dat vroeg, ofwel om hem in diskrediet te brengen, op 12 december 2008. Zo zou het proces opnieuw gevoerd moeten worden, wat had kunnen impliceren dat de regering het proces alsnog had kunnen winnen. De le Court werd zoals Vandeurzen tot de christendemocratische zuil gerekend.
Dit zorgde dan ook voor de nodige opschudding, temeer omdat volgens sommige kranten de procureur-generaal enkel de algemene werking van het Hof van Beroep mag controleren, en niet van één enkele zaak, zeker niet als die nog lopende is. De scheiding der machten, een basisfundament van de Belgische staat, werd dus geschonden.
De bal ging aan het rollen toen premier Leterme in een brief duidelijkheid wilde scheppen door de contacten tussen zijn kabinet en Jan De Groof op te sommen op 17 december. Zonder het te beseffen leverde de premier een schuldbekentenis van een strafbare poging tot beïnvloeding van de rechters door zijn kabinetschef. Ghislain Londers, de eerste voorzitter van het Hof van Cassatie en de hoogste rechter van het land, liet via een brief weten aan Herman Van Rompuy - de voorzitter van de Kamer -, dat er daadwerkelijk pogingen vanuit de politiek geweest waren om de rechterlijke macht te beïnvloeden, en dat hij daarover meer uitleg zou verschaffen.
De ministerraad kwam samen, er werd geruzied: Leterme wilde niet gaan zonder Reynders, Reynders niet zonder de rest van de regering, de rest van de regering wees elke verantwoordelijkheid van de hand. Men besloot op de uitgebreidere nota te wachten; voor buitenstaanders leek dit absurd: de indruk leefde dat iedereen zelf wel wist wat hij gedaan had, maar eerst zwart op wit wilde zien dat het ontdekt was voor hij ontslag nam. Op 19 december, rond 15.30, bracht Londers de uitgebreide nota, zes pagina's in totaal, in de Kamer. Juridische bewijzen had hij niet, sterke aanwijzingen wel. Minister van Justitie Vandeurzen, ontkende de hem toegeschreven rol, maar vond zijn positie onhoudbaar door de indruk die hij gaf en hij vroeg zijn ontslag; dat, in combinatie met zijn volgens vriend en vijand tot dan toe onkreukbare houding, leverde hem veel sympathie op. De rest van de regering volgde binnen het uur; vooral premier Leterme kreeg daarbij de kritiek te sterk aan zijn post te willen vasthouden.
De koning hield zijn beslissing enkele dagen in beraad en consulteerde onder andere alle partijvoorzitters. Op 22 december aanvaardde hij het ontslag. De regering-Leterme werd vanaf dat moment een regering van lopende zaken.

## Samenstelling
De regering bestond uit 15 ministers (14 + 1 eerste minister) en 7 staatssecretarissen. Het kernkabinet telde 5 vicepremiers. CD&V had 4 ministers en 2 staatssecretarissen (inclusief de premier), Open Vld 4 ministers, PS 3 ministers en 2 staatssecretarissen, MR ook 3 ministers en 2 staatssecretarissen (waaronder een van FDF) en cdH 1 minister en 1 staatssecretaris.
| Ambtsbekleder                                                     | Ambtsbekleder                  | Ambtsbekleder                    | Functie en bevoegdheid | Termijn                          | Partij      |
| Kernkabinet                                                       | Kernkabinet                    | Kernkabinet                      | Kernkabinet | Kernkabinet                      | Kernkabinet |
| ----------------------------------------------------------------- | ------------------------------ | -------------------------------- | --- | -------------------------------- | ----------- |
|                                                                   |                                | Yves Leterme (1960)              | Premier | 20 maart 2008 - 30 december 2008 | CD&V        |
|                                                                   |                                | Didier Reynders (1958)           | Vicepremier Financiën en Institutionele Hervormingen                                                                               | 20 maart 2008 - 30 december 2008 | MR          |
|                                                                   |                                | Laurette Onkelinx (1958)         | Vicepremier Sociale Zaken en Volksgezondheid                                                                                       | 20 maart 2008 - 30 december 2008 | PS          |
|                                                                   |                                | Patrick Dewael (1955)            | Vicepremier Binnenlandse Zaken | 20 maart 2008 - 30 december 2008 | Open Vld    |
|                                                                   |                                | Jo Vandeurzen (1958)             | Vicepremier Justitie en Institutionele Hervormingen                                                                                | 20 maart 2008 - 30 december 2008 | CD&V        |
|                                                                   |                                | Joëlle Milquet (1961)            | Vicepremier Werk en Gelijke Kansen                                                                                                 | 20 maart 2008 - 30 december 2008 | cdH         |
| Ministers                                                         |                                |                                  | |                                  |             |
|                                                                   |                                | Karel De Gucht (1954)            | Buitenlandse Zaken | 20 maart 2008 - 30 december 2008 | Open Vld    |
|                                                                   |                                | Sabine Laruelle (1965)           | KMO's, Zelfstandigen, Landbouw en Wetenschapsbeleid                                                                                | 20 maart 2008 - 30 december 2008 | MR          |
|                                                                   |                                | Marie Arena (1966)               | Maatschappelijke Integratie, Pensioenen en Grote Steden                                                                            | 20 maart 2008 - 30 december 2008 | PS          |
|                                                                   |                                | Pieter De Crem (1962)            | Landsverdediging | 20 maart 2008 - 30 december 2008 | CD&V        |
|                                                                   |                                | Paul Magnette (1971)             | Klimaat en Energie | 20 maart 2008 - 30 december 2008 | PS          |
|                                                                   |                                | Charles Michel (1975)            | Ontwikkelingssamenwerking | 20 maart 2008 - 30 december 2008 | MR          |
|                                                                   |                                | Inge Vervotte (1977)             | Ambtenarenzaken en Overheidsbedrijven                                                                                              | 20 maart 2008 - 30 december 2008 | CD&V        |
|                                                                   |                                | Vincent Van Quickenborne (1973)  | Ondernemen en Vereenvoudigen | 20 maart 2008 - 30 december 2008 | Open Vld    |
|                                                                   |                                | Annemie Turtelboom (1967)        | Migratie- en Asielbeleid | 20 maart 2008 - 30 december 2008 | Open Vld    |
| Staatssecretarissen                                               |                                |                                  | |                                  |             |
|                                                                   |                                | Etienne Schouppe (1942)          | Mobiliteit toegevoegd aan de Eerste Minister                                                                                       | 20 maart 2008 - 30 december 2008 | CD&V        |
|                                                                   |                                | Carl Devlies (1953)              | Coördinatie van de Fraudebestrijding toegevoegd aan de Eerste Minister                                                             | 20 maart 2008 - 30 december 2008 | CD&V        |
|                                                                   |                                | Bernard Clerfayt (1961)          | Financiën toegevoegd aan de Minister van Financiën                                                                                 | 20 maart 2008 - 30 december 2008 | MR (FDF)    |
|                                                                   |                                | Olivier Chastel (1964)           | Buitenlandse Zaken, belast met de Voorbereiding van het Europese Voorzitterschap toegevoegd aan de Minister van Buitenlandse Zaken | 20 maart 2008 - 30 december 2008 | MR          |
|                                                                   |                                | Frédéric Laloux (1969)           | Armoedebestrijding toegevoegd aan de minister van Maatschappelijke Integratie, Pensioenen en Grote Steden                          | 20 maart 2008 - 20 april 2008    | PS          |
|                                                                   |                                | Jean-Marc Delizée (1959)         | Armoedebestrijding toegevoegd aan de minister van Maatschappelijke Integratie, Pensioenen en Grote Steden                          | 20 april 2008 - 30 december 2008 | PS          |
|                                                                   |                                | Julie Fernandez Fernandez (1972) | Personen met een Handicap toegevoegd aan de Minister van Sociale Zaken en Volksgezondheid                                          | 20 maart 2008 - 30 december 2008 | PS          |
|                                                                   |                                | Melchior Wathelet (1977)         | Begroting en Gezinsbeleid toegevoegd aan de Eerste Minister en de Minister van Werk                                                | 20 maart 2008 - 30 december 2008 | cdH         |
| Personen- en Familierecht toegevoegd aan de minister van Justitie | 2 juni 2008 - 30 december 2008 | Melchior Wathelet (1977)         | |                                  | cdH         |

### Herschikkingen
- Op 19 april 2008 nam Frédéric Laloux ontslag omdat hij twee keer op korte tijd in opspraak gekomen was. Kort na zijn aantreden had hij beweerd dat hij vanuit zijn auto moest werken omdat hij geen kabinet zou hebben en later raakte bekend dat er een gerechtelijk onderzoek tegen hem liep omdat hij als schepen in Namen zijn tankkaart onrechtmatig gebruikt zou hebben. Laloux werd opgevolgd door Jean-Marc Delizée.
- Op 19 december 2008 nam Jo Vandeurzen ontslag. Hij werd opgevolgd door Stefaan De Clerck in de Regering-Van Rompuy
- Op 22 december 2008 werd het ontslag van de gehele regering aanvaard door de koning. De regering Leterme-I werd vanaf dat moment een regering van lopende zaken.